# Colias chlorocoma
Colias chlorocoma  é uma borboleta da família Pieridae encontrada na Transcaucásia, na Turquia e no Irão.

## Taxonomia
Originalmente descrita como Colias chlorocoma Christoph, 1888. Röber considerou C. chlorocoma como aparentemente uma forma local muito rara de Colias libanotica
Tratada como uma espécie de Colias Fabricius, 1807 por Tuzov.

## Subespécies
- Colias chlorocoma chlorocoma (Turquia)
- Colias chlorocoma aladagensis Verhulst, 1993 (Turquia)
- Colias chlorocoma tkatschukovi O. Bang-Haas, 1936 (Arménia, Azerbaijão)
- Colias chlorocoma wyatti Häuser & Schurian, 1978 (Irão)